# موصل الصوت 3.5 مم

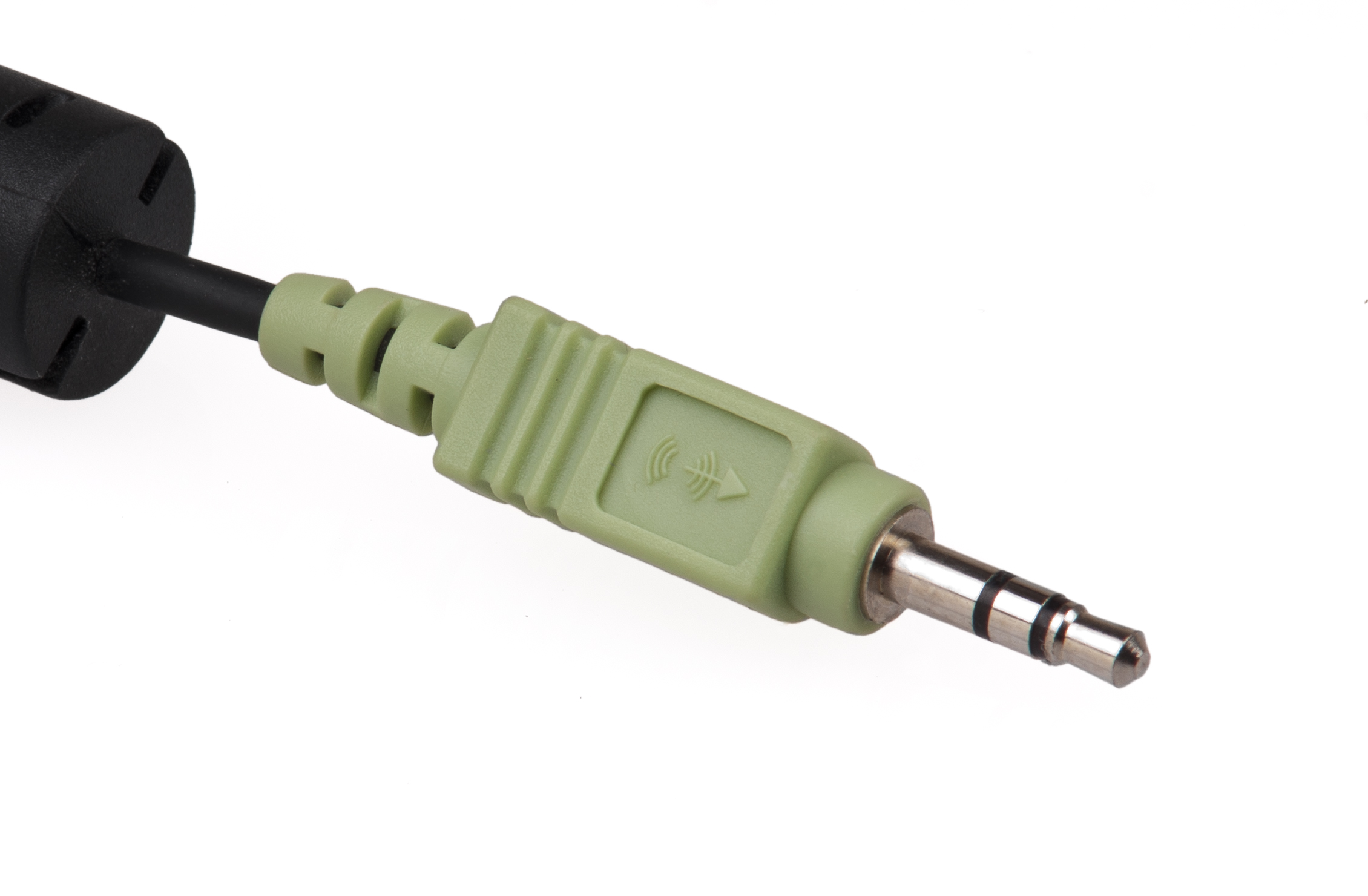
موصل صوت 3.5 مم

موصل الصوت 3.5 مم هو موصل شائع لنقل الصوت التناظري بين الأجهزة كالحاسب ومشغل MP3 والهواتف وغيرها وبين الطرفيات السمعية كالميكروفون والسماعة وهو أحد المقابس في عائلة كبيرة تدعى (TRS) اختصارا لـ Tip Ring Sleeve وتترجم إلى (رأس حلقة جلبة) وترمز 3.5 إلى عرض المقبس بالمليميتر.

## تاريخه
انشأ الموصل في أوائل القرن العشرين بهدف استخدامه في سنترالات التليفون اليدوية لسهول وسرعة تركيبه وفصله وكان بمقاس أكبر هو 6.35 مليميتر ويستخدم الآن النسخة الأصغر منه بمقاس 3.5 مليميتر واخذ أسماء كثيرة مثل ستيريو بلج ميني وجاك ميني وستيريو وهيدفون جاك.

## انواعه
ينقسم لعدة أنواع اكثرهم شيوعاً بثلاث نقاط توصيل وأنواع أخرى بنقطتي توصيل أو أربعة نقاط.

وصف منفذ 3.5 مم الافتراضي

- النوع الافتراضى (وهو الأكثر شيوعا): يحتوى منفذ الصوت به على 3 نقاط توصيل

1- استخدامه كمخرج الصوت استيريو لسماعتين قناة الصوت اليسرى موجب ثم اليمنى موجب وطرف مشترك سالب (بالترتيب من الرأس إلى أسفل)
2- استخدامه كمدخل صوت من ميكروفون في حالة ميكروفون ثنائي القنوات يكون قناة الصوت اليسرى موجب ثم اليمنى موجب وطرف مشترك سالب (بالترتيب من الراس إلى اسفل) لكن كون أغلب الميكروفونات التجارية هي احادية القناة (مونو) فانها تستخدم القناة اليسرى فقط ويكون الترتيب قناة الصوت اليسرى موجب ثم لاتستخدم المنطقة الوسطى ثم طرف سالب (بالترتيب من الرأس إلى أسفل).

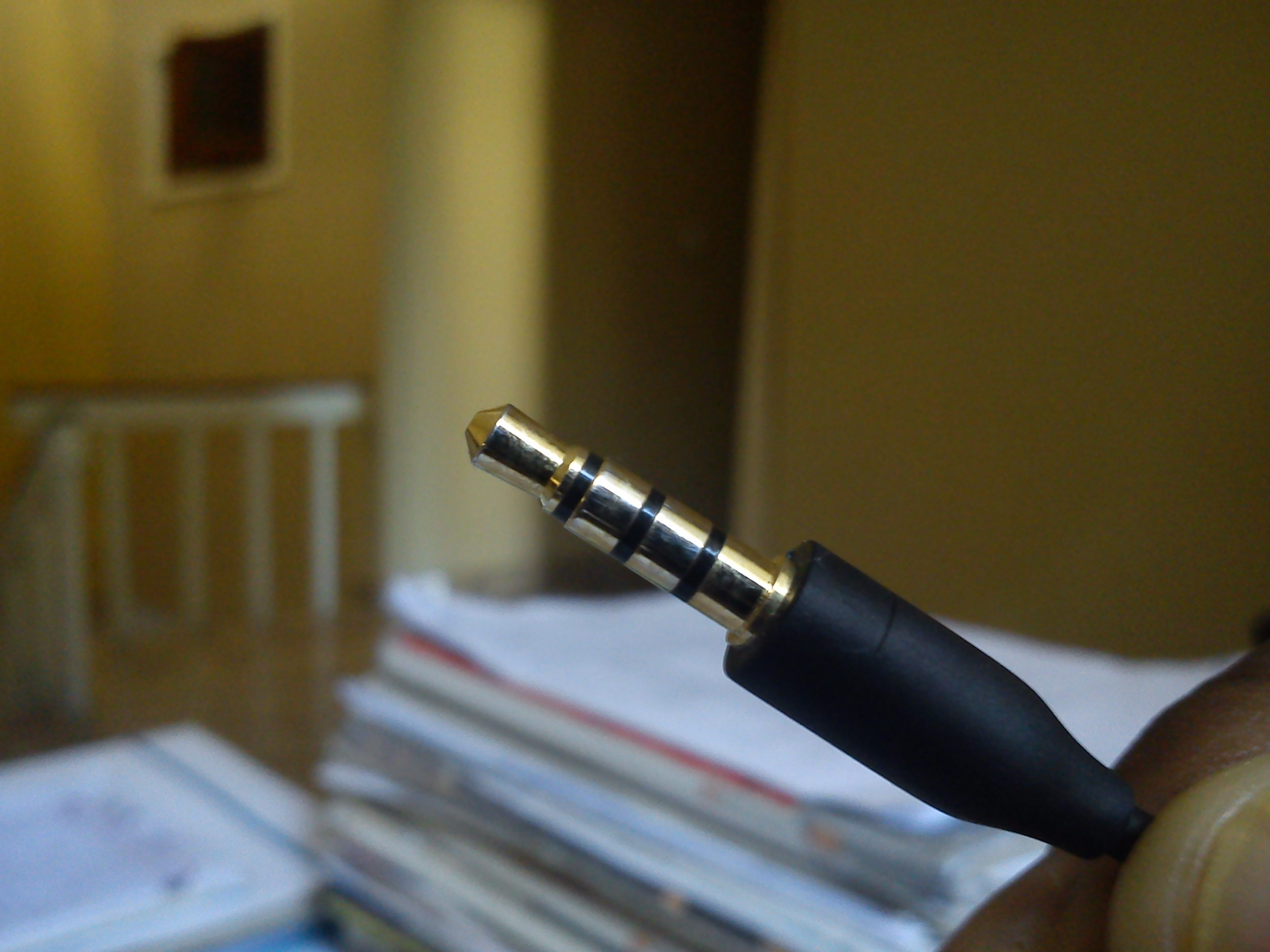
موصل صوت 3.5 مم رباعي

- مقبس الصوت الرباعي للأجهزة المحمولة (معيار جديد): بأربع نقاط توصيل لتوصيل سماعتين وميكروفون احادي لأجهزة التليفون المحمول
- أنواع أخرى: بنقطتين فقط ويستخدم لنقل الصوت الأحادي أو الفيديو في الأجهزة المحمولة (غير معياري)

## مفتاح التوصيل
يحتوى التصميم الداخلي لمنفذ TRS على لسان يقوم المقبس عند ادخاله بابعاده عن نقطة توصيل (أي بفصل دائرته) ويستخدم هذا المفتاح غالبا لفصل السماعات والميكرفون الداخلية للجهاز حيث يتاح الإشارة فقط للسماعات أو الميكروفونات الخارجية التي تم توصيلها.

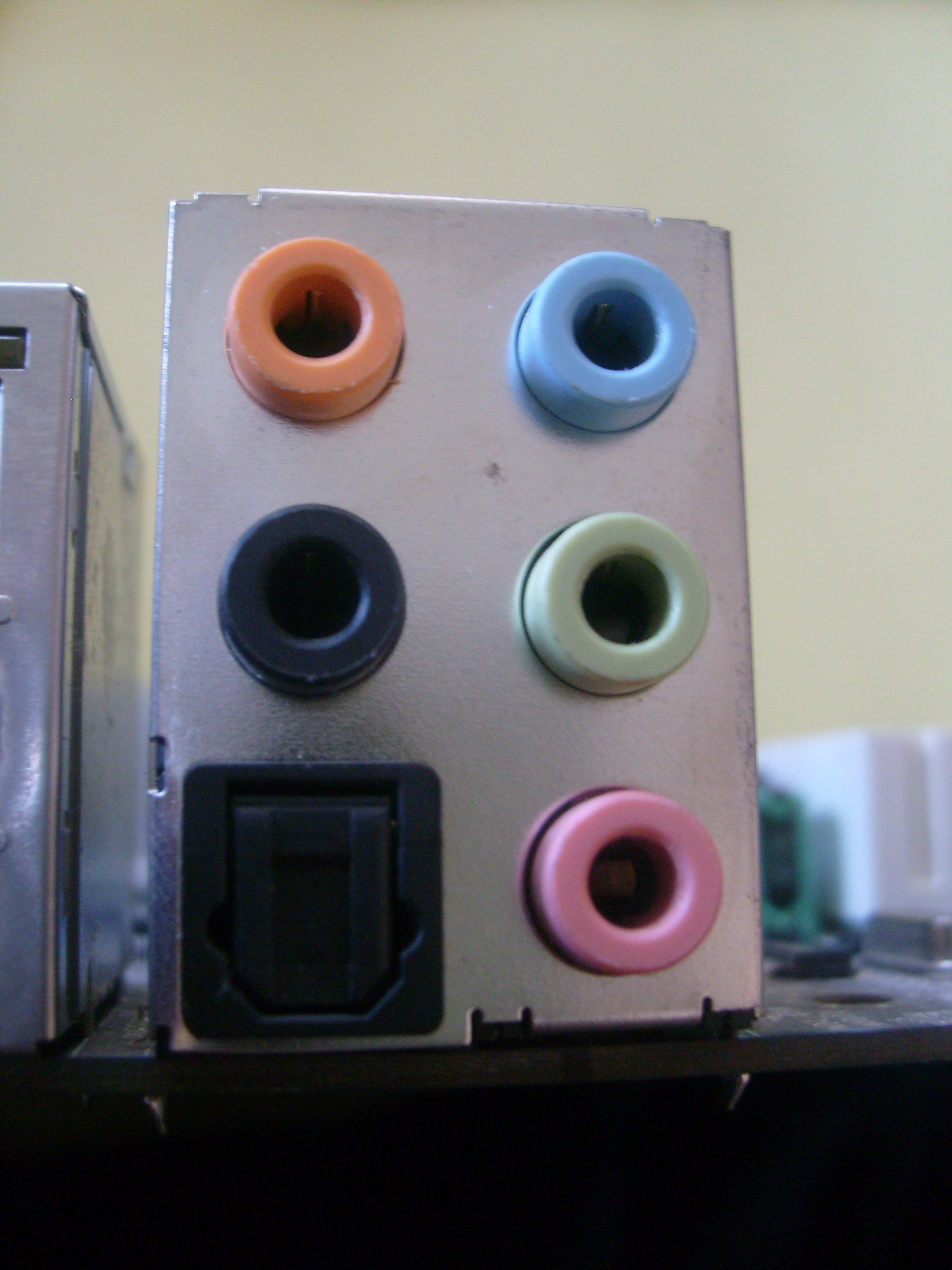
منافذ خلفية بحاسب لتوصيل السماعات العادية والمحيطية والميكروفون جميعها تقبل موصل 3.5 مم